# Bålbande
Bålbande er et populært udtryk blandt spejdere for de kanter af træ, der omgiver en gravet bålplads. Af træ benyttes oftest længder af granrafter. Formålet med dem er at bevare kanten af bålpladsen intakt, så de opgravede græstørv lettere kan lægges på plads og sporene efter bålpladsen slettes. Man lægger tørvene, så de ligger tæt i samme mønster som de blev gravet op, og deres overflade skal ligge 1-2 cm over niveau, så de kan synke sammen uden at danne et hul.
Man skal huske at vande godt, i tørre perioder også på selve bålpladsen før tørvene lægges tilbage. Ellers vil tørvene tørre ud og græsset dermed visne.